# Mooihoekita
La mooihoekita es un mineral de la clase de los minerales sulfuros, y dentro de esta pertenece al llamado “grupo de la talnakhita”. Fue descubierta en 1972 en la hacienda Mooihoek del distrito de Lydenburg, en la provincia de Mpumalanga (Sudáfrica), siendo nombrada así por el nombre de esta localidad. Un sinónimo es su clave: IMA1971-019.

## Características químicas
Es un sulfuro doble de cobre y hierro, anhidro, similar químicamente a la talnakhita (Cu9Fe8S16) a cuyo grupo pertenece.
Además de los elementos de su fórmula, suele llevar como impureza níquel.

## Formación y yacimientos
Aparece en yacimientos de minerales sulfuros de forma masiva, a partir de roca pegmatita-dunita existente en la zona de Sudáfrica donde se descubrió, en el llamado geológicamente complejo ígneo de Bushveld. En Estados Unidos se ha encontrado en roca troctolita en complejo de gabros.
Suele encontrarse asociado a otros minerales como: haycockita, magnetita, troilita, pentlandita cúprica, mackinawita, esfalerita, moncheíta, cobre nativo o cubanita.

## Usos
Puede extraerse como mena del hierro y cobre.